# Limnonectes khammonensis
Limnonectes khammonensis är en groddjursart som först beskrevs av Smith 1929.  Limnonectes khammonensis ingår i släktet Limnonectes och familjen Dicroglossidae. IUCN kategoriserar arten globalt som otillräckligt studerad. Inga underarter finns listade i Catalogue of Life.